# Stewart-Gletscher
Der Stewart-Gletscher ist ein Gletscher an der Saunders-Küste des westantarktischen Marie-Byrd-Lands. Auf der Nordseite der Edward-VII-Halbinsel fließt er in nordöstlicher Richtung entlang der Ostseite der Howard Heights zur Sulzberger Bay.
Der United States Geological Survey kartierte ihn anhand eigener Vermessungen und Luftaufnahmen der United States Navy aus den Jahren von 1959 bis 1965. Das Advisory Committee on Antarctic Names benannte den Gletscher 1970 nach Lieutenant Commander Wayne B. Stewart von der US Navy, Pilot einer LC-130F Hercules bei der Operation Deep Freeze des Jahres 1968.